# Albert Bosquet
Albert Alexandre Philippe Bosquet (Brussel, 13 juni 1882 - aldaar, 24 mei 1926) was een Belgisch schutter.

## Levensloop
In 1920 nam hij deel aan de Olympische Zomerspelen te Antwerpen, alwaar hij samen met Edouard Fesinger, Joseph Cogels, Emile Dupont, Henri Quersin en Louis Van Tilt een zilveren medaille behaalde in de schietsport-discipline 'kleiduifschieten in team'. Op de Olympische Zomerspelen van 1924 te Parijs werd hij in deze discipline samen met Émile Dupont, Henri Quersin, Louis Van Tilt, Jacques Mouton en Louis D'Heur vierde.